# José Asunción Flores
José Asunción Flores (né le 27 août 1904 à Asuncion, au Paraguay, et décédé le 16 mai 1972 à Buenos Aires, en Argentine) est un musicien et compositeur paraguayen, créateur du genre musical guarania, qui s'est répandu dans le monde entier. Il est aussi connu pour son engagement au sein du Parti communiste paraguayen (es).

## Biographie

### Jeunesse et débuts
José Asunción Flores est né au Paraguay, le 27 août 1904, à Punta Carapa, un quartier déshérité de La Chacarita, faubourg d'Asuncion. Il porte le nom de sa mère Maria Magdalena Flores qui était lavandière car son père Juan Volta, un guitariste, refuse de le reconnaître. Tout enfant, il doit travailler comme cartonero (ramasseur de cartons) ou comme cireur de chaussures, voire mendier ou chaparder pour aider sa famille. À dix ans, il s'enfuit pour échapper aux mauvais traitements de son parâtre et travaille dans une tannerie à graisser les machines, avant d'être récupéré par sa mère un an plus tard.
Flores racontera que son destin musical a commencé, lorsqu'il avait onze ans, par le vol d'un morceau de pain. Emmené au poste de police, on lui aurait proposé, comme alternative à la prison, d'entrer dans la Musique de la Police d'Asunción.
Il est l'élève de Félix Fernández, avec qui il est devient tromboniste soliste, sous la direction de grands chefs d'orchestre tels que Mariano Godoy, Eugenio Campanini, Nicolino Pellegrini (es) et Salvador Déntice. Il étudie également le violon avec Fernando Centurión et Carlos Esculies.

### Création de la guarania
En 1925, après avoir expérimenté différents arrangements sur la vieille chanson paraguayenne Maerãpa reikuaase, il commence à travailler sur le nouveau genre musical qu'il appellera guarania. Pour lui, il s'agit de capter l'essence même du peuple paraguayen. Flores dira à propos de cette création :
« La guarania est issue de mon peuple, écrite par et pour mon peuple ». En 1928, il rencontre le poète guaireño Manuel Ortiz Guerrero (es), et après avoir composé deux œuvres ensemble, ils créeront les trois plus belles guaranias : India, Cerro Corá et Panambí Verá.

### Exil, guerre et décès
En 1932, il s'enrôle dans l'armée du Paraguay, au moment de la guerre du Chaco, où il combat au front. Après le conflit armé, il est contraint de s'exiler à Buenos Aires. Même en son absence, ses chansons continuent à être extrêmement populaires dans tout le Paraguay et le genre Guarania rencontre un succès grandissant, ce qui confirme l'originalité et la créativité du travail de Flores. En 1944, la chanson India, sur un texte initial de Fontao Meza Rigoberto puis, dans sa version définitive de Ortiz Guerrero se verra proclamée par le gouvernement paraguayen : « chant national ». À Buenos Aires, Flores se consacre davantage à la musique classique, composant notamment douze symphonies.
Dans les rangs du Parti communiste paraguayen (es) qui connaît une répression féroce, Flores est un militant engagé. En 1949, il refuse d'être décoré de l'Orden Nacional del Mérito pour protester contre l'assassinat du jeune étudiant Mariano Roque Alonso. Cela lui vaudra, comme « traidor a la patria » (traître à la patrie), une interdiction absolue du territoire paraguayen, pendant toute la dictature d'Alfredo Stroessner (1954-1989). Il fait de fréquents séjours à Moscou, où il enregistre plusieurs de ses compositions, avec les plus grands chefs d'orchestre et musiciens soviétiques. En 1950, il participe à la fondation du Conseil mondial de la paix, dont il sera le délégué pour le Paraguay.
José Asunción Flores décède en 1972 de la maladie de Chagas, après s'être vu refuser une dernière fois de rentrer au pays. Ses restes seront rapatriés en 1991, après la chute de Stroessner. Lors d'obsèques solennelles, l'Orden Nacional del Mérito lui sera restitué à titre posthume.

### Biographie
- (es) Sara Talia, José Asunción Flores : génesis y verdad sobre la guarania y su creador, Buenos Aires, s.n., 1976, 99 p., 21cm (LCCN 78110783)
- (es) Antonio Pecci, Tributo a Flores : homenaje al creador de la Guarania, José Asunción Flores, Asunción, Paraguay, UniNorte (Universidad del Norte), coll. « Expolibro », 2002, 217 p., 23cm (LCCN 2002426376)
- (es) Catalo Bogado Bordón, José Asunción Flores : músicas y letras con Ortíz Guerrero, Paraguay, El Lector, 2004, 206 p., 19cm (LCCN 2004465408)
- (es) Armando Almada Roche, Flores, el exilio y la gloria : la historia gráfica más sensacional del año, Asunción, Paraguay, Arandura Editorial, 2008, 354 p., 20cm (ISBN 978-99953-50-42-0 et 99953-50-42-4, LCCN 2009480185)